# Élida Lacroix
Elida Lacroix (Buenos Aires, Argentina) fue una actriz y cancionista argentina. Famosa por ser la primera en interpretar el tema Carnavalito.

## Carrera
Lacroix se hizo conocida en el escenario porteño debido a su talento vocal orientados al género del folcklore argentino. Comenzó actuando junto a su hermana también cantante Irma Lacroix haciendo una dupla musical, en una obra en la que estuvieron también Azucena Maizani.
Fue la primera en interpretar en radio (Radio El Mundo) el tema El humahuaqueño también titulado Carnavalito, compuesto por Edmundo Zaldívar, de gran repercusión en ese país.
En teatro tuvo una larga carrera como intérprete actuando con grandes de la escena nacional como León Zárate, Eloy Álvarez, Tulia Ciámpoli, Diana de Córdoba, Zoe Ducós y Esperanza Palomero.
En 1939 actúa en la obra El muchacho de la orquesta, junto con Pepita Muñoz, Carlos Enríquez, Oscar Villa, Cayetano Biondo, Ernesto Fama, Francisco Amor, Minotto Di Cicco, Luis Riccardi y Mariano Mores. En ese año también cumple labor en Radio Callao formando una pareja de canto melódico con Luis Alberto Bottini.
También en 1947 participó en una obra emblemática de la dramaturgia peronista, Camino bueno, bajo la dirección de Carlos Morganti, junto a los actores René Cossa, Jorge Lanza, Esperanza Palomero, Jaime Andrada, Luis Delfino, Gloria Falugi, Zoe Ducós, Rodolfo Noya, Miguel Coiro, Osvaldo Moreno, José del Vecchio, Marino Seré, Pedro Maratea, Vicente Forastieri, Raimundo González, César Martínez, Antonio Delgado, Jorge Larrea, César Rilke y Luis Carlos Pécora.
En 1948 cumple su doble rol de actriz y folclorista en la obra Martín Fierro, estrenada en el Teatro Presidente Alvear con los cantores Luis Dozo y Adelma Vera, y las actuaciones de María Esther Paonessa y Pedro Tocci.
Junto con Ernesto Famá interpretaron el tango Todo te nombra . Además tuvo la oportunidad de cantar bajo la Orquesta Típica Francisco Canaro.

## Teatro
- 1948: Martín Fierro.[6]
- 1948: Los muertos, con Pedro Aleandro, Jaime Andrada, Mario Danessi, Jorge de la Riestra, Zoe Ducós, Hugo Lanzilotta, Roberto Oliva, Anita Palmero, Serafín Paoli, Fausto Paredes, Olga Ramos Linch, Miriam Sucre, Osvaldo Tampone, A. Vega Riestra, y Blanca Vidal.
- 1947: Al campo.
- 1947: Camino bueno.
- 1946: Don Fernández.
- 1939: El muchacho de la orquesta.